# Euroseries 3000 2007
Euroseries 3000 2007 var ett race som vanns av Davide Rigon från Italien.

## Delsegrare
| Bana        | Vinnare          | Vinnare            |
| ----------- | ---------------- | ------------------ |
| Vallelunga  | Oliver Martini   | Alx Danielsson     |
| Hungaroring | Pastor Maldonado | Oliver Martini     |
| Magny-Cours | Davide Rigon     | Diego Nunes        |
| Mugello     | Davide Rigon     | Diego Nunes        |
| Nürburgring | Davide Rigon     | Manuel Sáez-Merino |
| Spa         | Giacomo Ricci    | Diego Nunes        |
| Monza       | Davide Rigon     | Davide Rigon       |
| Barcelona   | Diego Nunes      | Giacomo Ricci      |

## Slutställning
| Plats | Förare         | Poäng |
| ----- | -------------- | ----- |
| 1     | Davide Rigon   | 108   |
| 2     | Diego Nunes    | 77    |
| 3     | Luiz Razia     | 57    |
| 4     | Oliver Martini | 39    |
| 5     | Giacomo Ricci  | 35    |
| 6     | Alx Danielsson | 32    |